# Албано-італійські угоди
Албано-італійські угоди — ряд угод та договорів укладених Албанією та Королівством Італія між Першою та Другою світовими війнами. Укладання цих договорів закріплювало фактичну залежність Албанії від Королівства Італія, було прямою зрадою албанськими правлячими колами національних інтересів, що призвело в 1939 році до прямої окупації Албанського королівства фашистською Італією.   

## Угода 1921
Угода 1921 року, або ж Тиранський протокол була підписана в Тирані 2 серпня 1921 року. Передбачала виведення італійських військ з окупованої ними з грудня 1914 Вльори та відмову Князівства Албанія від своїх прав на захоплений Королівством Італія острів Сазані. Дія цього договору офіційно припинилася з вступом у силу мирного договору з Італією 15 вересня 1947 року, який відновив законні права Албанії на усі її території.

## Угода 1926
Тиранський пакт про дружбу і безпеку між Албанією та Італією — підписано в Тирані 27 листопада 1926 року з боку Албанської республіки міністром іноземних справ Ґісен-бей Вріоні, а з боку Королівства Італія повноважним міністром Алоїзі терміном на 5 років. Албанська республіка зобов'язувалася не укладати з іншими країнами ніяких політичних чи військових угод «що зачіпають інтереси Італії». За Королівством Італія визнавалося право «охорони албанської незалежності» у випадку «заворушень,  направлених на порушення політичного, юридичного чи територіального статус-кво Албанії» (статті І та ІІ).

## Угода 1927
Тиранський пакт про оборонний союз між Албанією та Італією — підписано в Тирані 22 листопада 1927 року терміном на 20 років. За цією угодою італійські радники та інструктори призначалися в усі ланки албанського війська та в багато провідних міністерств Албанії.

## Угода 1936
Угоди 1936 року були підписані в Тирані 19 березня. Передбачала надання Королівством Італія Албанському королівству нової позики в 9 мільйонів албанських франків та щорічного кредиту в 3,5 мільйони за умови, що усі радники та інструктори в албанському війську будуть замінені італійськими. Розмір албанської армії визначався в 6 тисяч вояків. Албанське королівство надавало Королівству Італія ряд нафтових концесій в районі Кучови, а також право на будівництво військових укріплень в районі Вльори та проведення робіт з реконструкції порту в Дурресі. Одна з угод передбачала створення сільськогосподарського банку під італійським контролем. Королівство Італія надавала Албанському королівству позику в 10 мільйонів албанських франків на розвиток сільського господарства та 3 мільйони на створення тютюнової монополії. Торгова угода передбачала встановлення обмежень для албанського експорту в Королівство Італія і звільняла від будь-яких обмежень італійський експорт до Албанського королівства.   